# Wadjda
Wadjda (وجدة), coproducție germano-saudită din 2012, este primul film din Arabia Saudită scris și regizat de o femeie, Haifaa Al-Mansour.
Având în vedere istoria cinematografică precară a Arabiei Saudite și legile ce au fost date în anii 1980 pentru interzicerea cinematografelor în țară, producția se afirmă ca o premieră în cinematografia Arabiei Saudite, reprezentând primul film saudit ce a fost ales să candideze la premiile Oscar pentru cel mai bun film străin. 
Producția a fost  filmată în întregime în capitala țării , Riad.

## Poveste
Filmul relatează povestea unei fetițe de 10 ani ( Wadjda-وجدة) care se înscrie la un concurs de recitare a Coranului în dorința de a strânge bani pentru a-și cumpăra o bicicletă verde pe care o zărește în drum spre școală și pe care mama ei refuză să i-o cumpere. 
Societatea în care trăia nu considera acceptabil ca o fată să aibă astfel de îndeletniciri. Fetelor din Arabia Saudită nu li se permitea să meargă pe bicicletă de teamă ca acestea să nu își piardă virginitatea.
În cele din urmă Wadjda va câștiga banii, însă în momentul în care află ce dorea fetița să își cumpere cu acești bani, directoarea școlii decide ca banii să fie donați.
Pe parcursul desfășurării acțiunii filmul dezvăluie problemele din familia Wadjdei:un tată absent care în cele din urmă își va lua o a doua soție, mama Wajdei neputându-i oferi acestuia un băiat.

## Despre producție
Realizarea producției a durat aproape 5 ani timp în care o serie de demersuri legale au trebuit desfășurate pentru a permite filmarea producției pe teritoriul țării.
Prima regizoare femeie de origine saudită, Haaifa Al-Mansour recunoaște într-un interviu că a dorit să-și facă auzită vocea și să abordeze condiția femeii din Arabia Saudită printr-o poveste care urmărește să schimbe părerea oamenilor din țara sa față de arta cinematografică.
Povestea a fost scrisă de asemenea ca o sursă de inspirație la adresa femeilor din Arabia Saudită.

Regizoarea afirmă că a tratat cu respect în filmul ei cultura și societatea islamică. Al-Mansour recunoaște că a avut de asemenea parte  de critici  la adresa filmului dar și a rolului și activității sale, dar înțelege că orice schimbare necesită timp pentru a fi înțeleasă pe deplin și acceptată.
Al-Mansour recunoaște de asemenea că desfășurarea filmărilor in capitala saudită a întâmpinat unele dificultăți.Pentru a evita iscarea unor proteste sau revolte,regizoarea a dirijat filmarea în anumite zone din interiorul unui vehicol.

## Premii
Producția a obținut  o serie de premii și nominalizări la festivaluri din întreaga lume :
| Premiu                                              | Anul | Categorie                                                      | Rezultat                        |
| --------------------------------------------------- | ---- | -------------------------------------------------------------- | ------------------------------- |
| Premiile BAFTA                                      | 2014 | Cel mai bun film într-o limbă străină alta decât limba engleză | Nominalizat                     |
| Societatea criticilor de film din Boston            | 2013 | Cel mai bun film străin                                        | Câștigător                      |
| Festivalul de Film de la Los Angeles                | 2013 | Cea mai bună producție străină                                 | Câștigător                      |
| Festivalul Internațional de Film de la Palm Springs | 2013 | Cel mai bun regizor                                            | Haifaa Al-Mansour -Câștigătoare |
| Festivalul de Film de la Veneția                    | 2012 | Cel mai bun film                                               | Câștigător                      |